# Redectis straminea
Redectis straminea là một loài bướm đêm trong họ Noctuidae.